# 파브리치오 미콜리
파브리치오 미콜리(Fabrizio Miccoli, 1979년 6월 27일 ~)는 이탈리아의 전 축구 선수로, 포지션은 공격수이다.